# ريدينج بونت
ريدينج بونت هو منزل تاريخي يقع في ضاحية أردمورفي بلدة هافرفورد ، مقاطعة ديلاوير ، بنسلفانيا .
كان مقر إقامة صانع السفن والمهندس المعماري جوشوا همفريز ، حيث عاش طوال حياته، حتى سمي المنزل على اسم عائلته ريدينج بونت.
بني المنزل من الحجر والجص في عام 1730، حوي وقتها كابينة خشبية يعود تاريخها إلى عام 1683. تمت إضافة جناح المطبخ الخلفي في عام 1813.
المبنى يعد مثال ممتاز للهندسة المعمارية الاستعمارية من الطبقة العليا. المنزل وهو مسكن خاص ومدرج في السجل الوطني للأماكن التاريخية.  
نشرت مجلة كوكي في مارس 2007 مقالاً بعنوان «إلى مانور بورن» حول المنزل وأصحابه، تضمن المقال صوراً داخلية. أجرى أصحاب المنزل منذ عام 2003 ترميمات كبيرة عليه للحفاظ على مكانته.

## صورة

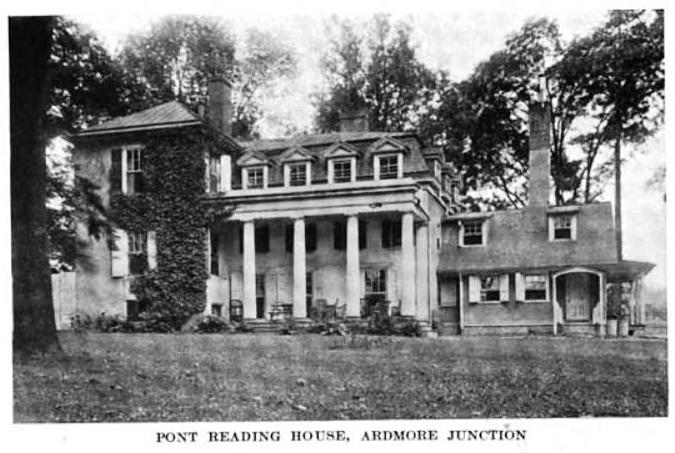
بونت ريدينج هاوس ، تم تصويره حوالي عام 1919

## روابط خارجية
- Pont Reading House، 2713 Haverford Road (Haverford Township)، Havertown، Delaware County، PA : 3 صور ، صفحتا بيانات ، وصفحة صورة واحدة في استبيان المباني الأمريكية التاريخية